# Цейль, Мануил Александрович
Мануил Александрович Цейль — русский архитектор (инженер-техник), проектировавший и строивший в Петербурге. Был специалистом по проблемам отопления и работам из цветного цемента.

## Избранные проекты и постройки в Санкт-Петербурге
- Набережная Чёрной речки, д.№ 45 — доходный дом. 1906.
- Набережная Чёрной речки, д.№ 49 / Старобельская улица, д.№ 2 —  памятник архитектуры (вновь выявленный объект)[1], доходный дом. 1906—1907.
- Ораниенбаумская улица, д.№ 15 — доходный дом. 1906—1907.
- Малодетскосельский проспект, д.№ 38 — доходный дом. 1907—1908.

## Адреса в Санкт-Петербурге
- Ул. Гончарная, д. 13[2].